# 吉利Icon
吉利Icon是中國汽車製造商吉利汽車於2020年起生產的一款緊湊型跨界休旅車。

## 簡介

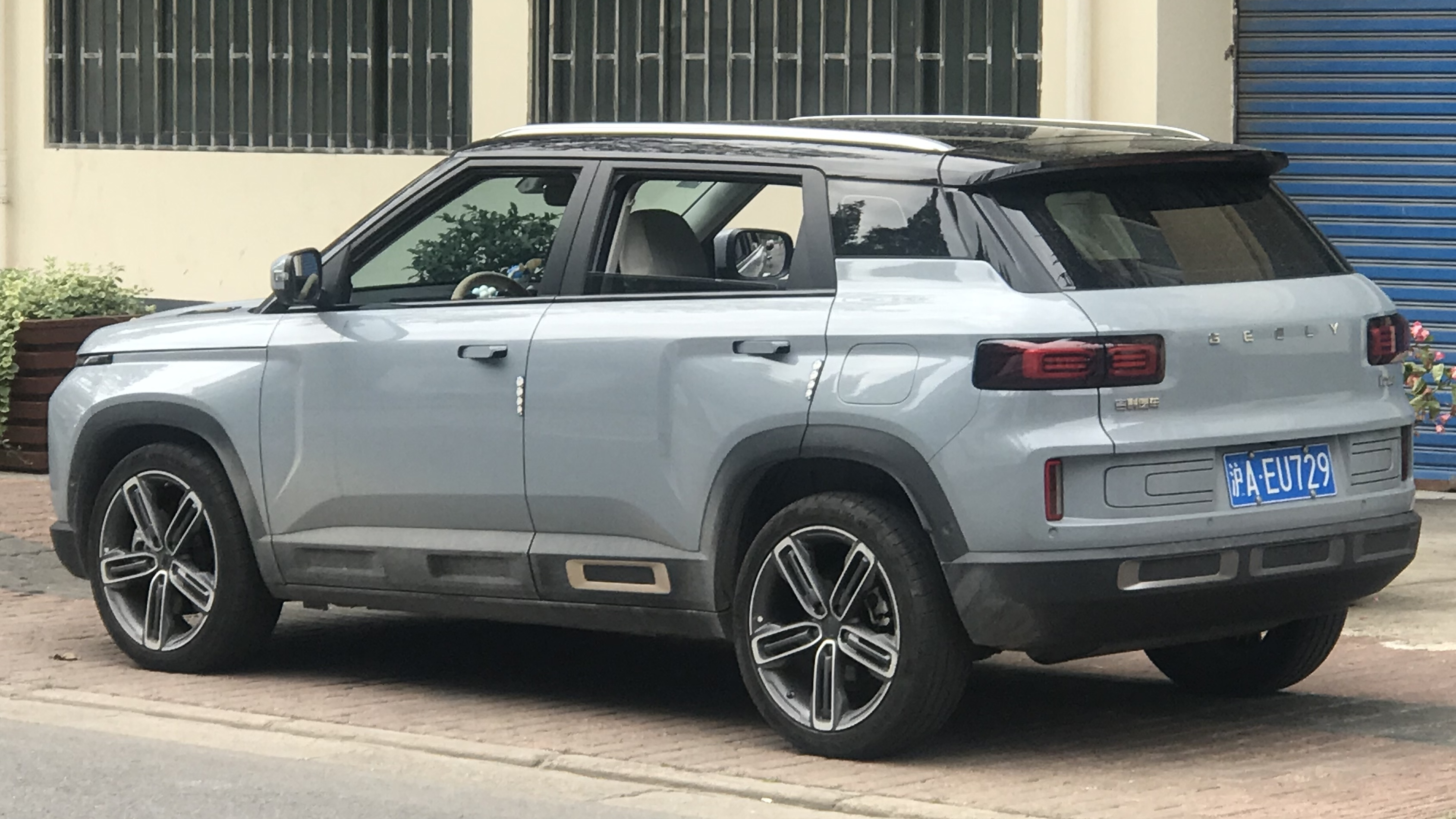
後視圖

吉利Icon最早以概念車"CONCEPT ICON"形式於2018年北京車展上首度亮相，以其前衛及科技感的外觀設計作為青睞，並於2019年11月22日的廣州車展上發佈其量產版，其「銀河限量版」更首度於15分鐘內被搶購一空。
由於受2019新冠肺炎疫情影響，吉利汽車宣布該車由原本在2020年2月14日在杭州奧體中心體育場舉行的大型上市晚會發佈改為於2020年2月24日在網上舉行發佈會，更搭載了N95等級的智能空調濾芯以達到空氣淨化和阻止病毒傳播到車內作為回應疫情需求。